# NGC 3238
NGC 3238 este o galaxie lenticulară situată în constelația Ursa Mare. A fost descoperită în 8 aprilie 1793 de către William Herschel. Se află la o distanță de 109 megaparseci de Pământ.